# Merlis-Serpentinite
Koordinaten: 45° 45′ 0″ N, 0° 49′ 56″ O
Die Merlis-Serpentinite sind eine Schar verstreuter Serpentinitvorkommen am Nordwestrand des Zentralmassivs in Frankreich. Sie sind aus Mantelperidotiten hervorgegangen.

## Typlokalität
Die Serpentinite sind nach ihrer Typlokalität, dem zur Gemeinde von Vayres (Haute-Vienne) gehörenden Weiler Merlis (auch Merly geschrieben) benannt.

## Geographie und Geologie

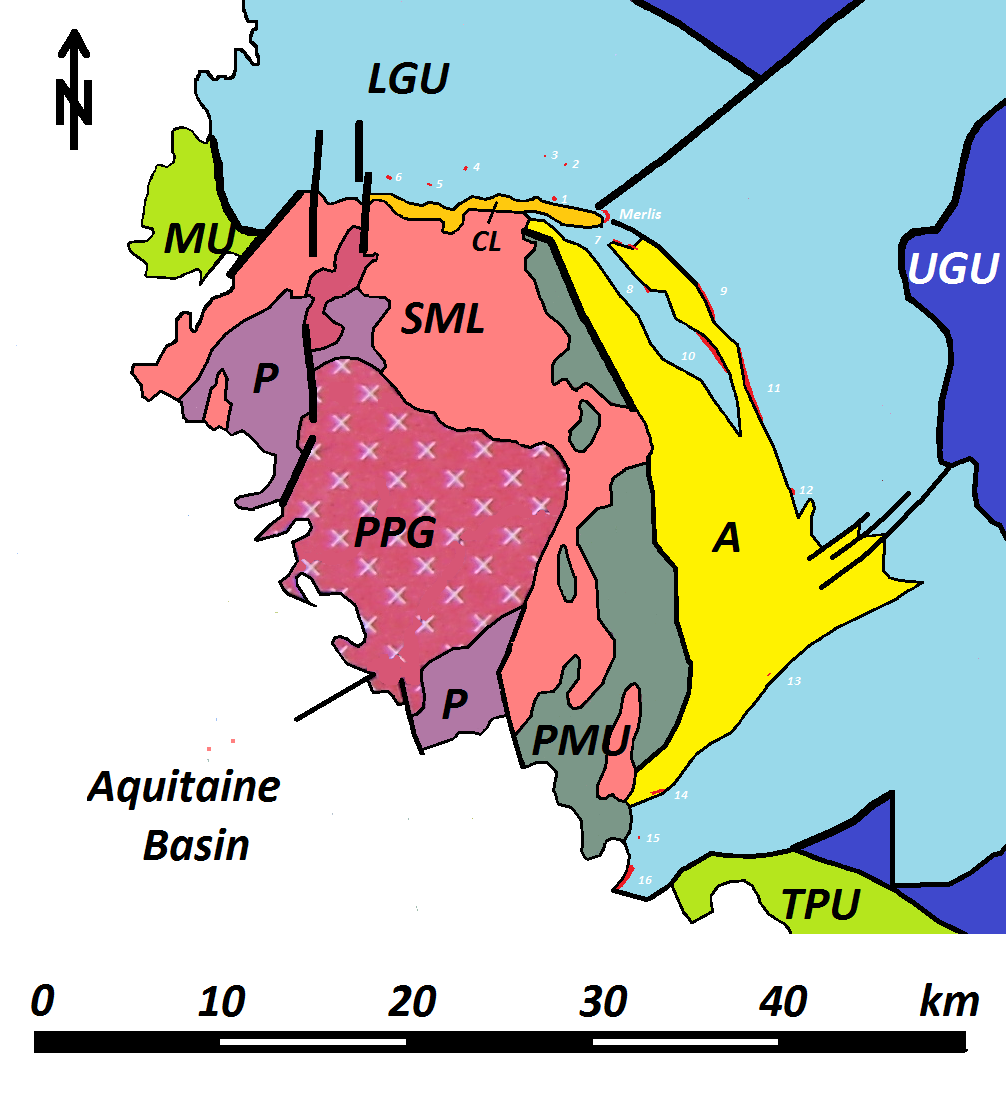
Geologische Karte mit den Serpentinitvorkommen

Hauptvorkommen ist der Serpentinit östlich von Merlis, der vormals in zwei Steinbrüchen zur Schottergewinnung abgebaut wurde. Dieses Vorkommen hat im Kartenbild eine nach Westen offene, halbmondförmige Gestalt und ist in Nord-Süd-Richtung etwas über einen Kilometer lang, in Ost-West-Richtung jedoch nur knapp 400 Meter.
Von ihm ausgehend folgen in Westrichtung girlandenartig mehrere kleinere Vorkommen im Hundertmeterbereich – 3 kleinere Vorkommen unmittelbar nördlich der Hauptmasse sowie die hektometrischen Vorkommen von Puytreillard (westlich von Vayres) (1), Les Soumagnes (2)  und Bonnefont (nordwestlich von Vayres) (3), Bellevue (südwestlich von Saint-Gervais) (4), Gélisant (südöstlich von Verneuil) (5) und Le Cluzeau (bei Massignac) (6).
In südöstliche Richtung reihen sich die Serpentinitkörper von Saint-Bazile und Oradour-sur-Vayres (7), Champagnac-la-Rivière (mit 6 Einzelvorkommen) (9), La Martinie (südlich von Champagnac) (10), La Boissonnie und Lageyrat (westlich von Châlus) (11) und La Rougerie (östlich von Dournazac) (12). Von diesem Zweig etwas nach Nordwest abgesetzt liegen die beiden Vorkommen von Cussac (8). Der Südostzweig lässt sich sehr wahrscheinlich noch über die Vorkommen bei Chevalerie (westlich von La Coquille) (13), Comboux (südwestlich von Saint-Jory-de-Chalais) (14) und Le Suquet (nordwestlich von Saint-Martin-de-Fressengeas) (15) weiter nach Südsüdwest fortsetzen. Möglicher Endpunkt der Girlande ist dann der Metaharzburgit von La Rebière (Gemeinde Saint-Martin-de-Fressengeas) (16), der als einziges Vorkommen stellenweise noch den ursprünglichen Mineralbestand mitsamt der magmatischen Foliation zu erkennen gibt.

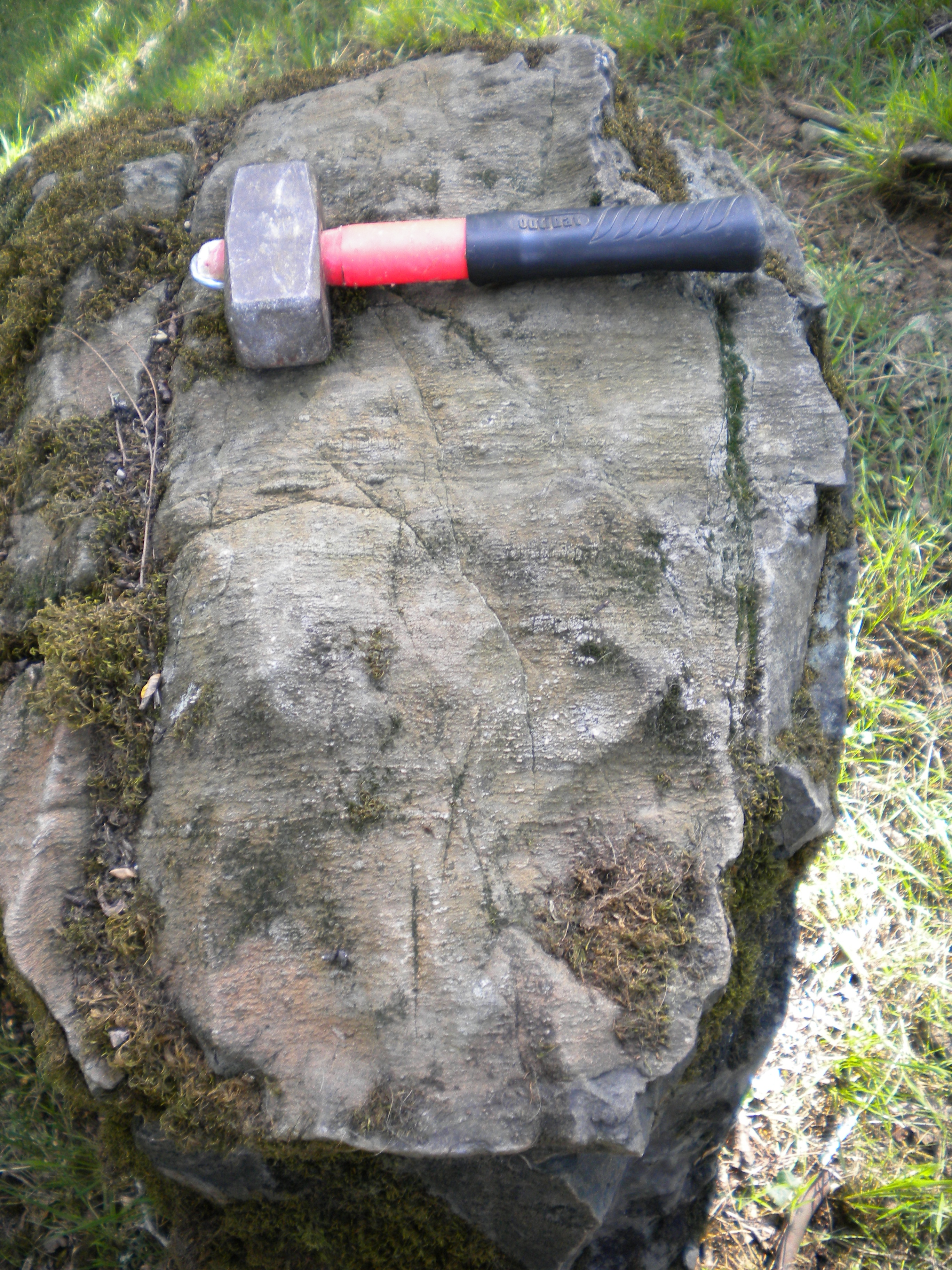
Der Metaharzburgit von La Rebière. Deutlich erkennbar die steilstehende magmatische Foliation parallel zum Hammerstiel.

Die Westgirlande erstreckt sich über rund 13 Kilometer, die bogenförmige Südgirlande beträgt bis zum Metaharzburgit von La Rebière immerhin rund 38 Kilometer.
Die Serpentinitkörper befinden sich alle in der Unteren Gneisdecke des nordwestlichen Zentralmassivs.
Das Hauptvorkommen von Merlis und der Westzweig sind im Liegenden der Plagioklas-führenden Paragneise eingeschuppt – eine Ausnahme bilden jedoch die beiden etwas weiter nördlich liegenden Vorkommen von Les Soumagnes und Bonnefont, die bereits in Leptynitgneisen auftreten. Alle diese Vorkommen befinden sich in unmittelbarer bzw. relativer Nähe des etwas weiter im Süden anstehenden, in West-Ost-Richtung orientierten Chéronnac-Leukogranits  (CL) – ein Leukogranit des Pennsylvaniums mit sehr deutlicher Foliation. Die Vorkommen des Südostzweiges sind durchweg mit den in die Paragneise eingefalteten, leptynitischen Augengneisen assoziiert, deren Hangendgrenze sie bilden.

## Lithologie und Mineralogie
Die Merlis-Serpentinite sind ultrabasische Gesteine mit einem sehr niedrigen SiO2-Gehalt von rund 40 % und einem sehr hohen MgO-Gehalt von rund 35 %. Sie dürften aus Mantelgesteinen hervorgegangen sein, sehr wahrscheinlich aus Harzburgiten oder Lherzolithen. Die Gesteine können je nach Metamorphose- und tektonischem Verformungsgrad lithologisch recht unterschiedlich ausgebildet sein. Demzufolge lassen sich als Endglieder generell zwei Varietäten unterscheiden:
- massiver Typus
- schiefriger Typus

### Massive Serpentinite

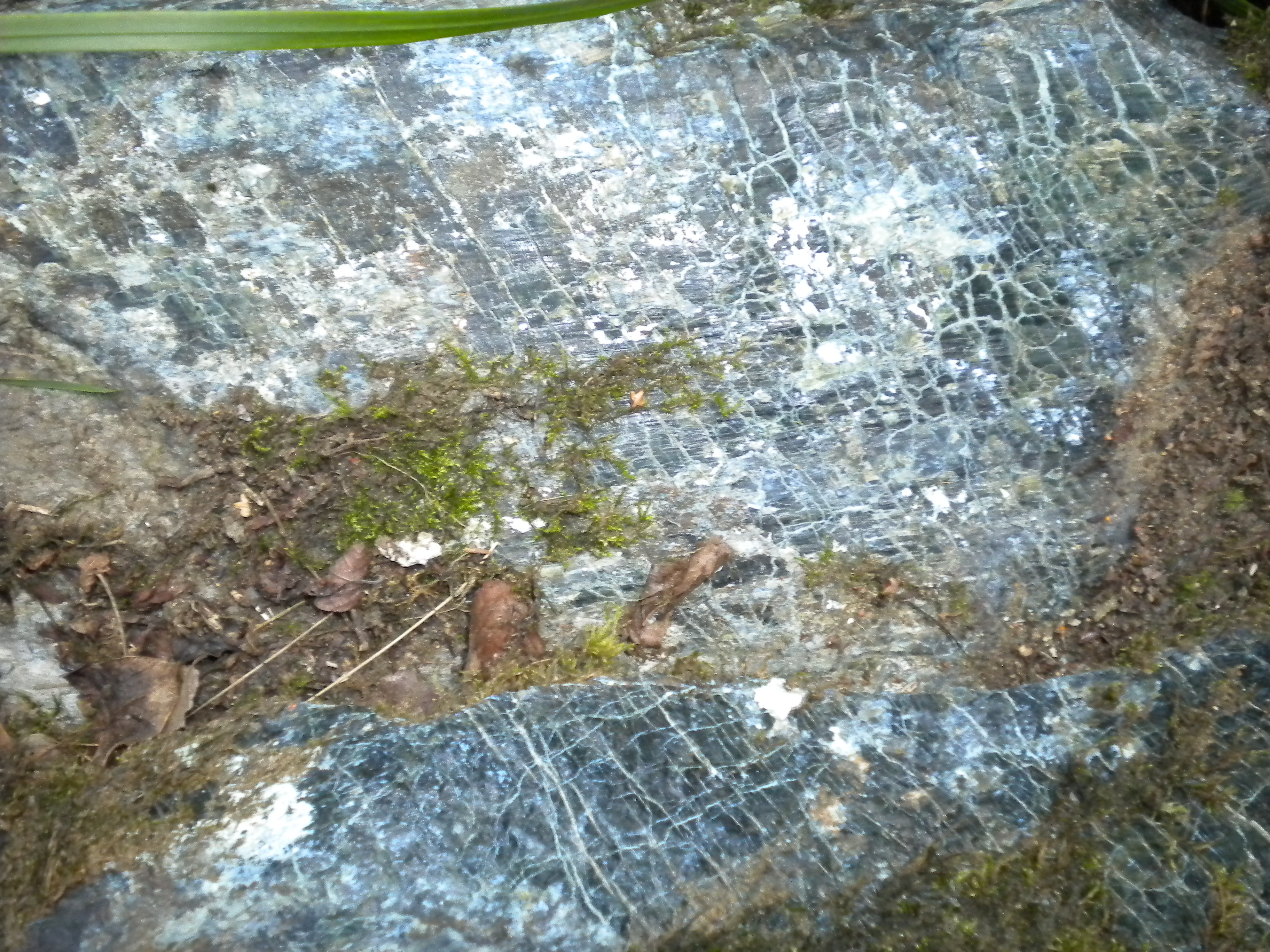
Merlis-Serpentinit mit Netzstruktur auf Bewegungsfläche (Geländeaufschluss von der Typlokalität)

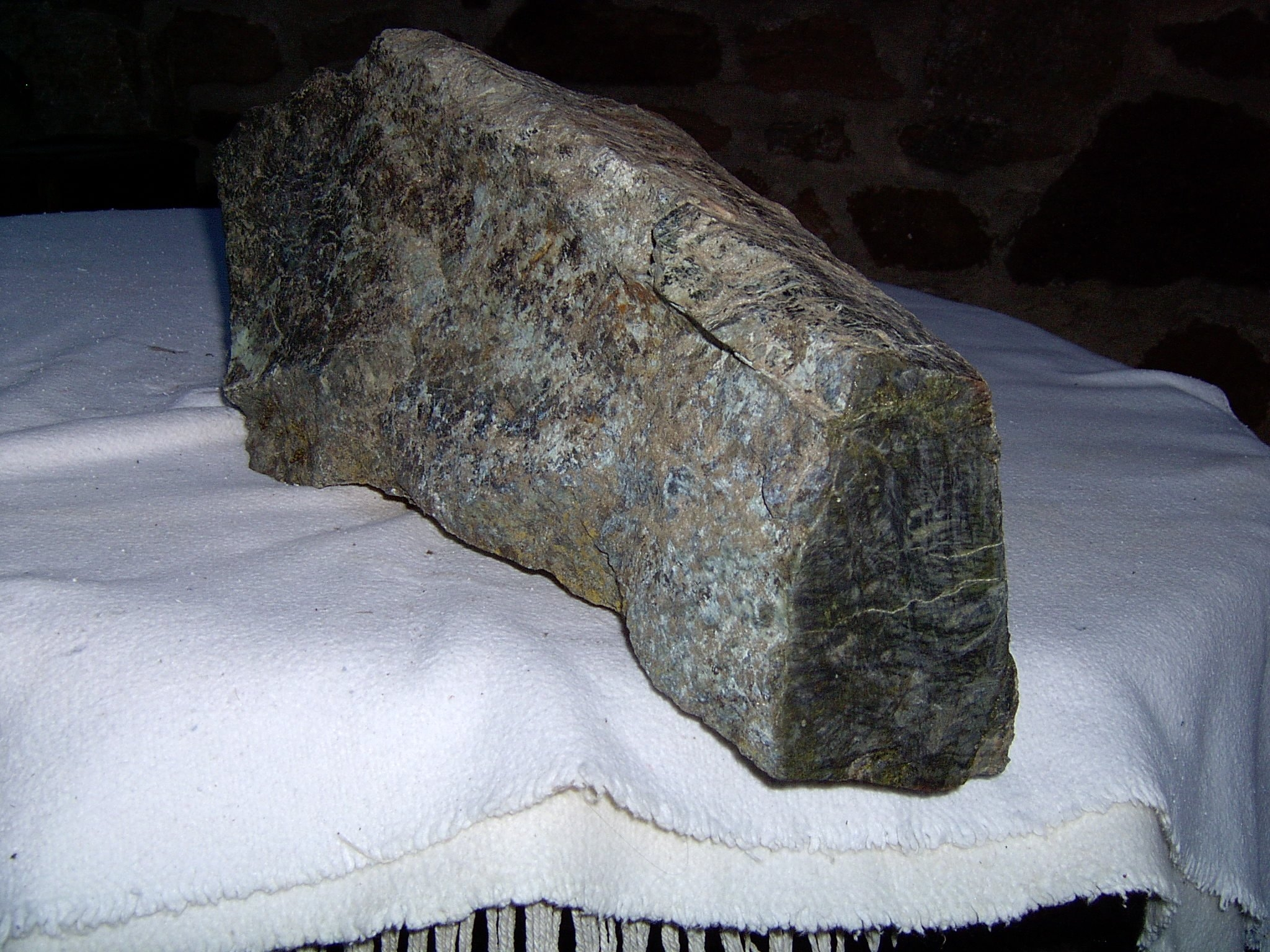
Massiver Merlis-Serpentinit mit marmorartiger Textur (angesägtes Handstück von der Typlokalität)

Die massiven, schwarzen bis dunkelgrünen Serpentinite kommen ihrem ursprünglichen peridotischen Ausgangsgestein am nächsten. So zeigt beispielsweise der Metaharzburgit von La Rebière, der die für Peridotite charakteristische, orangebraune Verwitterungsfarbe aufweist, stellenweise noch die für einen Hypersthen-Peridotit typischen Minerale Olivin, Orthopyroxen (Hypersthen), Spinell sowie Klinopyroxen mit salitisch-diopsidischer Zusammensetzung. Massive Serpentinite weiter im Norden führen Bronzit und Augit und einen braunen Spinell.
Die oft blockartig zerfallenden Serpentinitgesteine werden von geraden oder gekrümmten Flächen begrenzt, die von seidig schimmernden Serpentinmineralen überzogen werden. Diese Grenzflächen zeigen oft Harnischstriemung, sie stellen daher tektonische Bewegungsflächen dar. Im Inneren lassen sich schwarze, manchmal auch graue Adernetzwerke erkennen, die aufgrund ihres Magnetitgehalts metallisch glänzen. Dazwischen heben sich hellgrüne, perlmutterne, rechteckige bis ovale, 2 bis 10 Millimeter große Belege ab, die aus vollständig bastitisierten Pyroxenen bestehen. Ferner lassen sich 0,5 bis 3 Millimeter lange, grau-schwarze Spinelle unterscheiden, die von hellgrauem Magnesium-Chlorit umsäumt werden.
Sehr stark serpentinisierte/tektonisierte Gesteine besitzen einen marmorartigen Habitus, der durch den Wechsel von dunkelgrünen/schwarzen mit hellgrünen Zonen entsteht. Durchziehende Adern werden meist von Serpentinmineralen, Magnetit und transversal-fibrigem Chrysotil ausgefüllt.
Unter dem Mikroskop lassen sich folgende Mineralien erkennen:
- Sehr seltener, reliktueller Olivin
- Antigorit
- Chrysotil
- Farbloser, Magnesium-reicher Chlorit (Pennin)
- Opaker Magnetit

Porphyroblasten des Ausgangsgesteins sind nur noch phantomartig zu erkennen, sie sind mittlerweile durch ein Fasergeflecht von Tremolit-Aktinolith, Mg-Chlorit, Serpentinmineralen und Talk ersetzt (Bastitisierung). Ferner wurde ehemaliger Chromspinell durch Magnetit verdrängt.
Das Vorkommen von Puytreillard weist als Besonderheit einen gebänderten Serpentinit auf. In ihm wechseln zentimeterdicke dunkle und helle Lagen miteinander ab. Die dunklen Lagen bestehen aus vollständig pseudomorphosiertem Olivin (ersetzt durch Antigorit, rotfleckigem Iddingsit, Mg-Chlorit und Magnetit), die hellen Lagen vorwiegend aus Tremolitfasern, Mg-Chlorit und Magnetit. Bei dem Ausgangsgestein dieses Bändertypus dürfte es sich wahrscheinlich um einen ehemaligen Pyroxenit handeln, in den Kumulatlagen von Dunit eingelagert waren.

### Schiefrige Serpentinite
Bei spürbar werdender Serpentinisierung erscheinen knotenförmige Zusammenballungen von farblosem, Magnesium-reichen Chlorit, netzförmige Serpentinminerale, ein Filzwerk farbloser Amphibole (Tremolit), Talk, Anthophyllit und Pargasit.
Bei den schiefrigen Serpentiniten gewinnt der neuentstandene Chlorit zusehend an Bedeutung. Er bildet großflächige, blattartige Lagen, die zur regionalen Foliation parallel laufen. Die Chloritbildung ist stellenweise bis zur Bildung von eigenständigen Chloritschiefern vorangeschritten (beispielsweise in den Vorkommen von La Rougerie, Cussac, Lageyrat, La Boissonie und Champagnac). Die Chloritschiefer können von Asbestäderchen durchsetzt und von kieselsäurereichen Imprägnationen aus Chalcedon oder Quarz überzogen werden.

## Ausgangsgesteine
Folgende Ausgangsgesteine der Merlis-Serpentinite lassen sich rekonstruieren:
- Peridotite (Harzburgite und Lherzolithe)
- Magnesium-reiche (allivalitische) Peridotite
- Magnesium-reiche Gabbros (ebenfalls allivalitisch)

Gelegentlich kann auch noch eine stratigraphische Abfolge innerhalb der Ausgangsgesteine ausgemacht werden, die ausgehend von Peridotiten im Liegenden (jetzt massive Serpentinite) zu allivalitischen Peridotiten (jetzt zu Chlorit- bzw. Tremolitschiefern retromorphosiert) und Gabbros  im Hangenden (liegen jetzt als mittelkörnige Amphibolite vor) hin verläuft.
Möglicherweise wurden die Ausgangsgesteine noch vor Beginn der Regionalmetamorphose von einer postmagmatischen Alteration überprägt.

## Chemische Zusammensetzung
Anbei die gemittelte chemische Zusammensetzung der massiven Serpentinite einschließlich signifikanter Spurenelemente:
| Oxid                | Gew. % | Spurenelemente | ppm  |
| ------------------- | ------ | -------------- | ---- |
| SiO2                | 39,58  | Ba             | 25   |
| TiO2                | 0,05   | Co             | 99   |
| Al2O3               | 1,26   | Cr             | 2641 |
| Fe2O3               | 1,11   | Hf             | 0,1  |
| FeO                 | 7,36   | Li             | 10   |
| MnO                 | 0,11   | Nb             | 0,15 |
| MgO                 | 35,71  | Ni             | 2084 |
| CaO                 | 0,32   | Rb             | 1    |
| Na2O                | 0,20   | Sr             | 8,5  |
| K2O                 | 0,05   | Ta             | 0,1  |
| P2O5                | 0,05   | Th             | 0,55 |
| Flüssigkeitsverlust | 13,33  | U              | 0,1  |
|                     |        | V              | 56   |
|                     |        | Y              | 1,1  |
|                     |        | Zr             | 2,5  |

Auffallend der hohe Gehalt an Magnesium und unter den Spurenelementen an Chrom und Nickel.

## Metamorphose

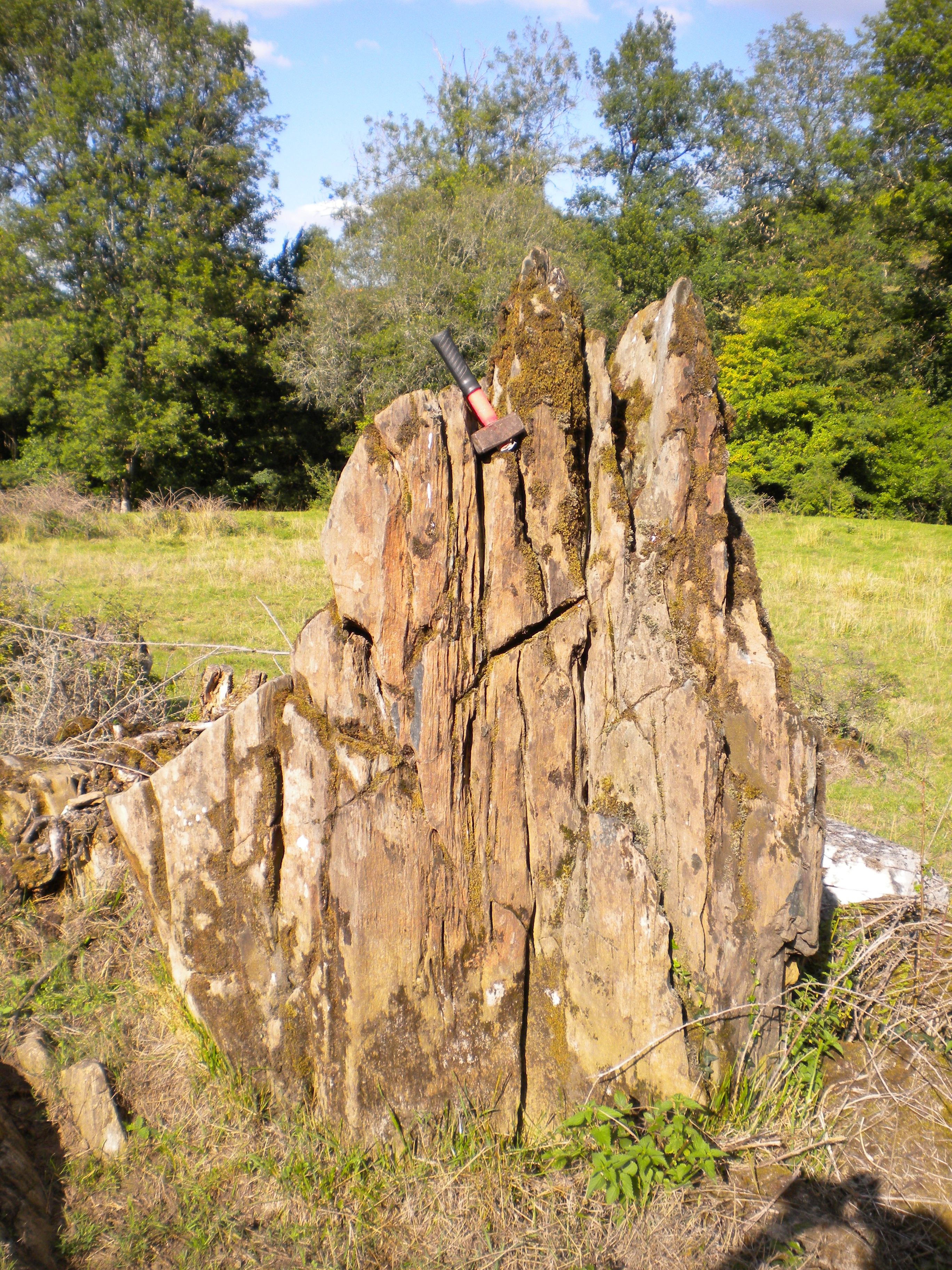
Metaharzburgit von La Rebière mit charakteristischer Verwitterungsfarbe von Peridotiten und steilstehender Foliation

Die Serpentinisierung der Ausgangsgesteine der Merlis-Serpentinite erfolgte im Verlauf der variszischen Regionalmetamorphose (mediovariszischer Barrow-Typus, Zeitraum 400 bis 350 Millionen Jahre BP), die im Limousin unter mittleren Drucken und bei mittleren bis hohen  Temperaturen ablief – in anderen Worten eine MP/MT-Metamorphose, welche die Ausbildung der regionalen Foliation bewirkte. Die unter hohen Temperaturen und relativ hohen Drucken entstandenen wasserhaltigen Mantelgesteine erfuhren hierbei eine mehrphasige Retromorphose. Endprodukt dieser Entwicklung sind die bereits angesprochenen Chloritschiefer. Die generelle Chloritisierung lässt sich auch in anderen Tiefengesteinen des Limousins beobachten.

## Regionalgeologischer Zusammenhang
Die einzelnen Merlis-Serpentinite sind als Scherlinsen mehr oder weniger konkordant in die Foliation der Paragneise, Leptynitgneise und Augengneise eingebettet.
Generell bewegen sich die Streichrichtungen der einzelnen Serpentinitvorkommen im Nordabschnitt zwischen OSO und SSO (N 120 bis N 150) mit mittlerem Einfallswinkel (30 bis 60°) nach NO. Im Südabschnitt biegt die Foliation dann in die Nordostrichtung (N 045) ein (sie folgt hier der La Coquille-Störungszone) und zeigt generelles, relativ flaches Einfallen (um 30°) nach Südost.
Die Vorkommen im Nordabschnitt wurden alle tektonisch stark beansprucht – einzige Ausnahme ist der Metaharzburgit von La Rebière im äußersten Süden, der womöglich mit der wesentlich niedriger metamorphen, in unmittelbarer Nähe anstehenden Thiviers-Payzac-Einheit assoziiert ist.
Auffallend für die Westgirlande ist, wie bereits angesprochen, ihre räumliche Assoziation mit dem Chéronnac-Leukogranit. Die Südgirlande folgt im Hangenden der leptynitischen Augengneise, die ihrerseits die Glimmerschiefer der Parautochthonen Glimmerschiefereinheit bzw. den Saint-Mathieu-Leukogranit überfahren.
Insgesamt gesehen umringen daher sämtliche Serpentinitvorkommen den so genannten Saint-Mathieu-Dom – eine domartige Aufwölbung des tieferen Grundgebirges im nordwestlichen Massif Central. Diese Aufwölbung drückt die Parautochthone Glimmerschiefereinheit – die strukturell tiefste Deckeneinheit im Massif Central, welche noch unter der Unteren Gneisdecke zu liegen kommt – an ihrem Ostrand empor.
Serpentinite sind aufgrund ihres hohen Wassergehalts (in diesem Fall 13 Gew. %) tektonisch sehr mobile Gesteine. Ihre räumliche Anordnung unterstreicht daher bedeutende tektonische Bewegungsbahnen entlang derer die Mantelgesteine in den Krustenbereich aufgeschürft wurden.